# 上越線 (ときライナー)
上越線は、新潟県上越市から同県新潟市中央区を結ぶ高速バス路線である。県内高速バスのブランド『ときライナー』のうちの1路線であり、上越 - 新潟線（もしくは直江津・高田 - 新潟線） とも呼ばれる。路線記号はＪ。
当項目では、同様にときライナーのうちの1路線である、同県糸魚川市と新潟市中央区を結ぶ糸魚川線（もしくは糸魚川 - 新潟線）についても記述する。路線記号はＩ。
両路線とも全便、先着順の座席定員制となっており、満席の場合は途中停留所からの乗車はできない。

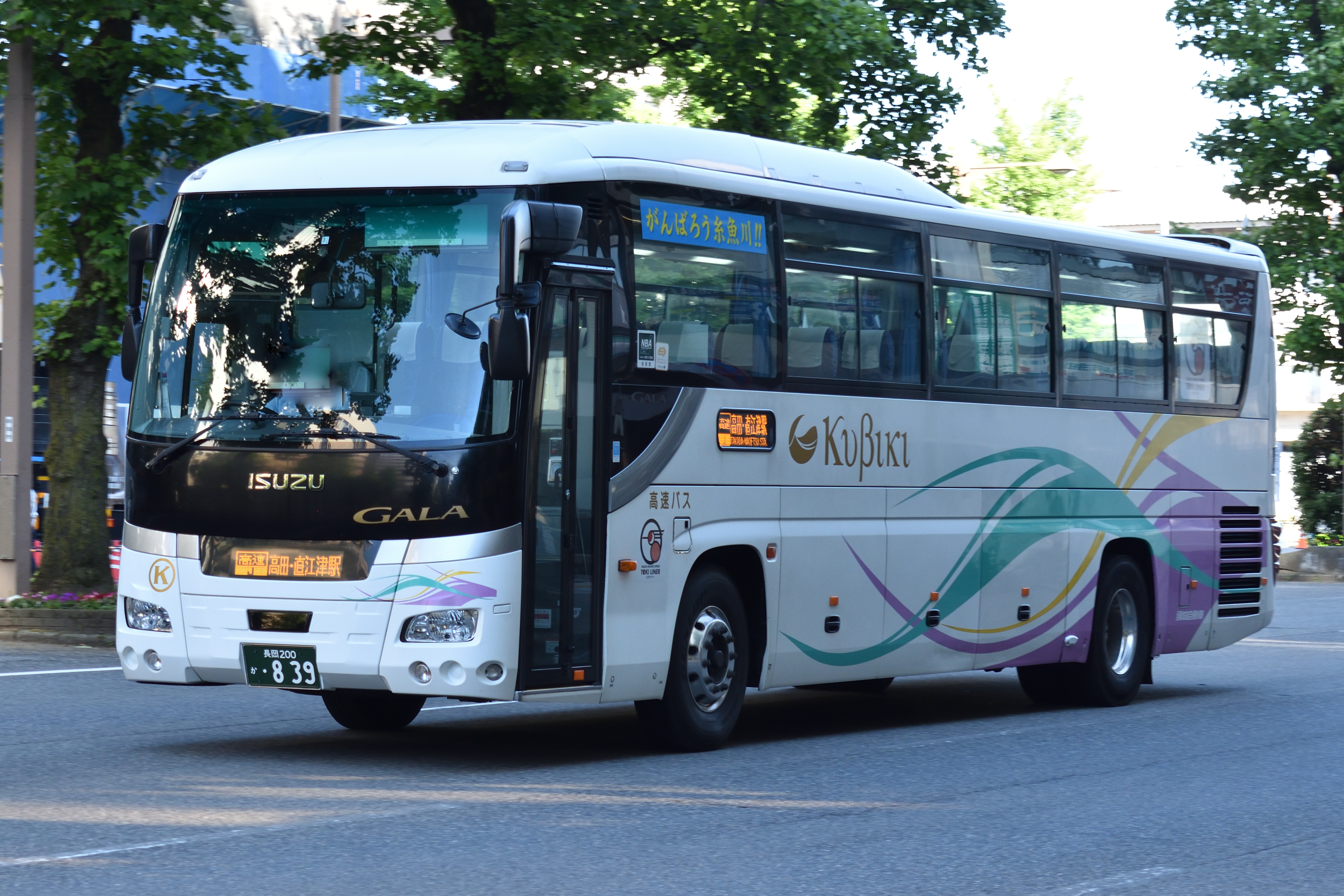
上越線（頸城自動車の車両、2022年6月）

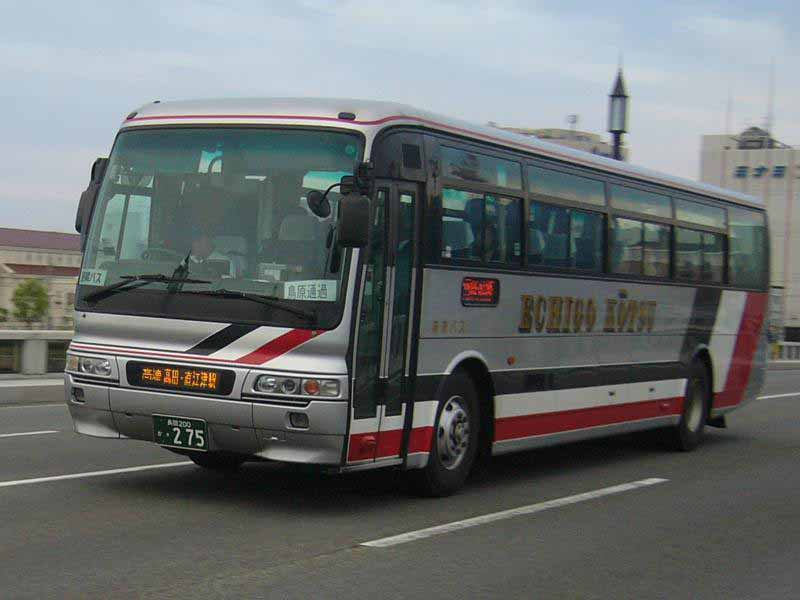
上越線（越後交通の車両、2007年5月）
※路線記号制定およびときライナー化以前のもの

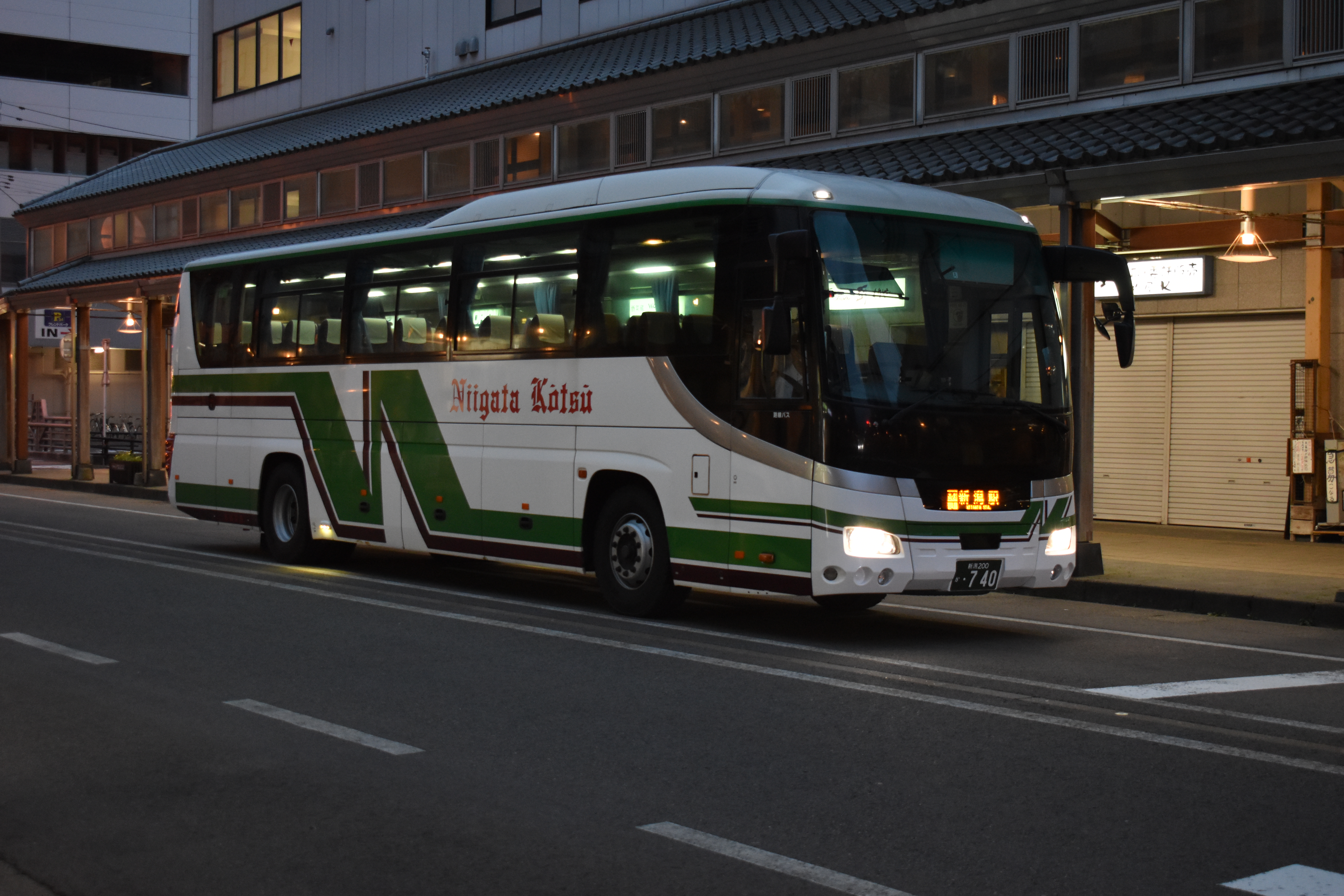
上越線（新潟交通の車両、2022年5月）

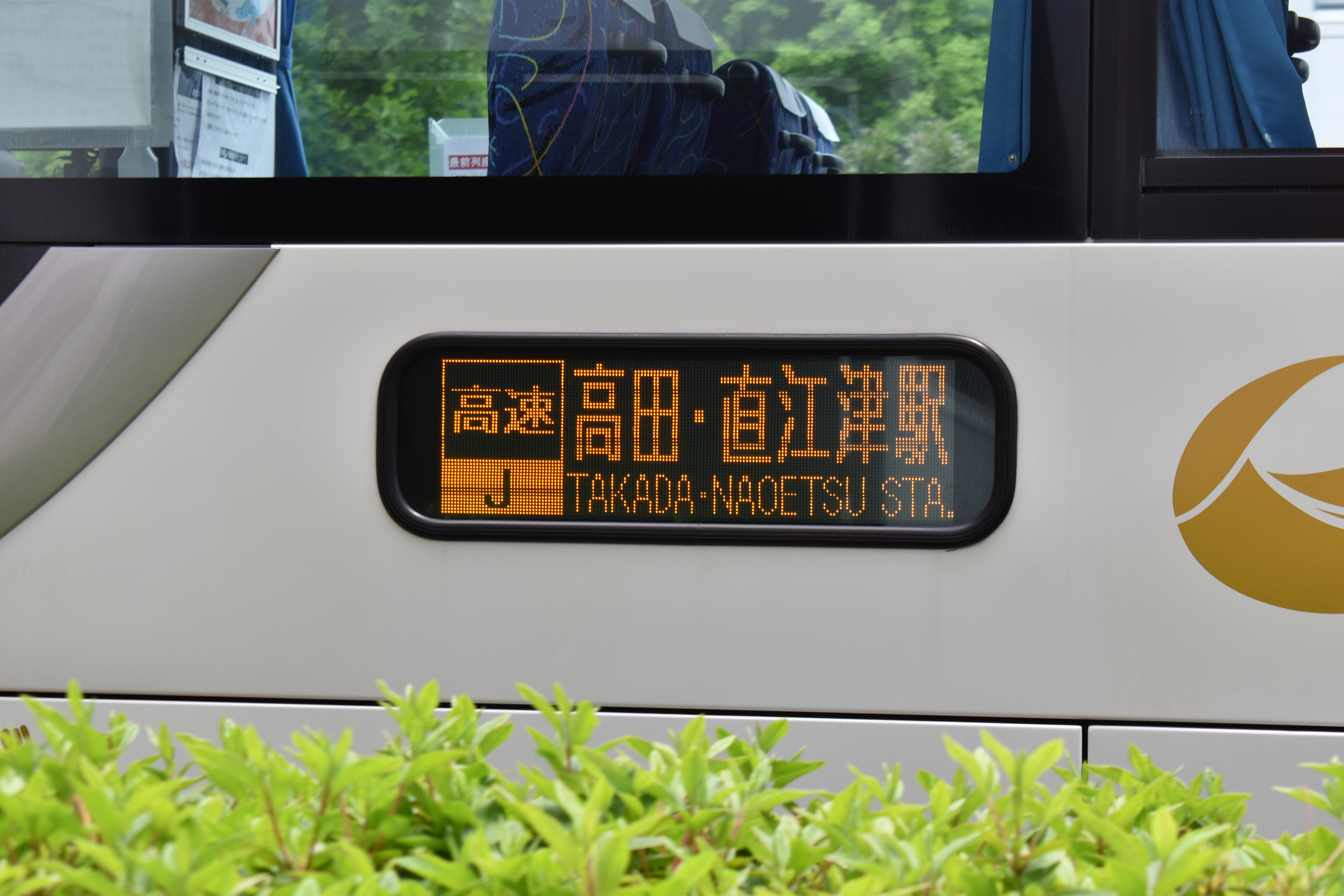
高田経由直江津駅行の行先表示。Jは上越線を示す路線記号（頸城自動車の車両、2022年5月）

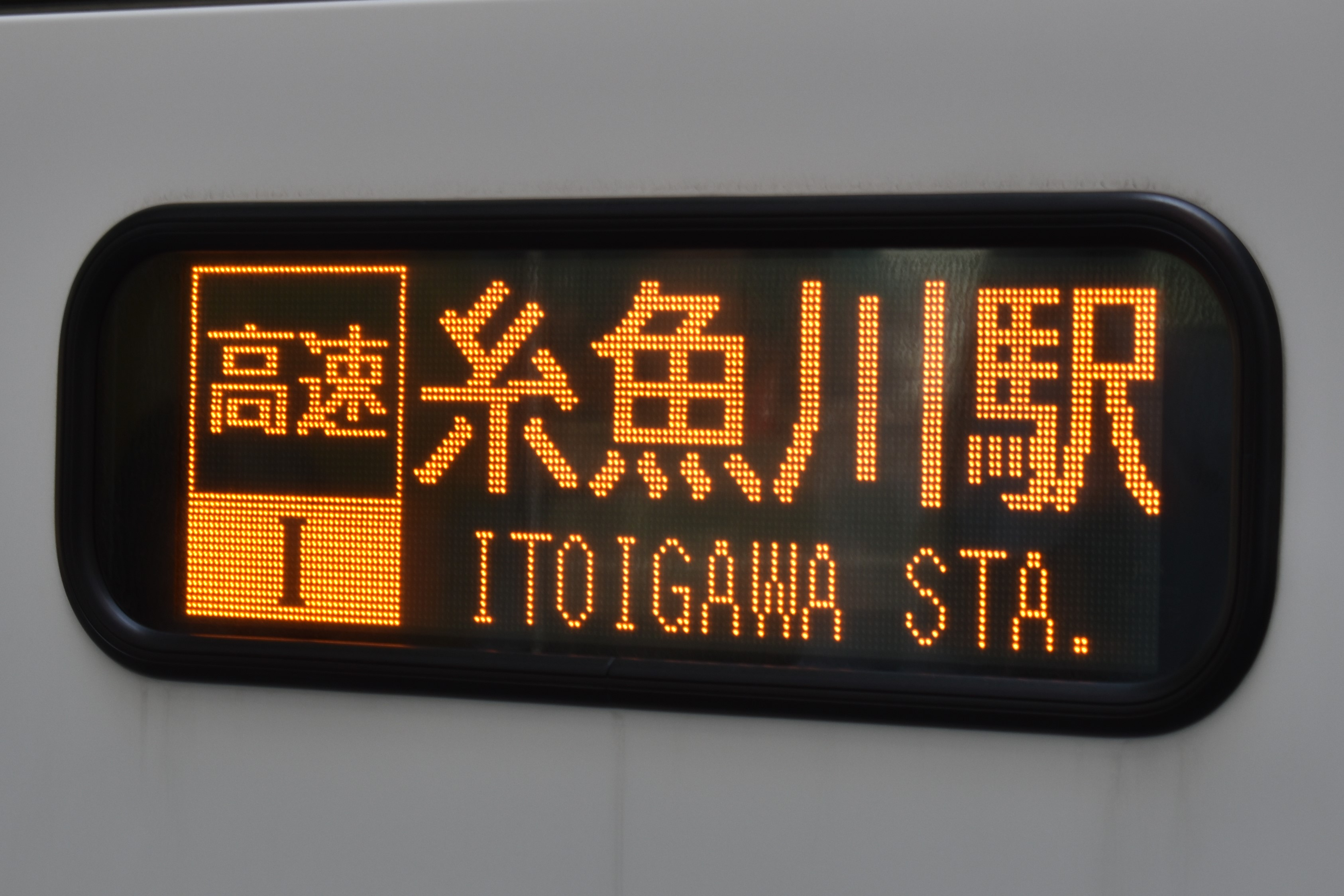
糸魚川駅行の行先表示。Iは糸魚川線を示す路線記号（頸城自動車の車両、2022年6月）

新潟県・県内高速バス路線図。当路線は赤色（糸魚川線は青色）。

## 概説
上越地方と新潟市を結ぶ高速バスのうち、上越線は北陸自動車道の上越IC - 米山IC間が部分開通した翌日の1983年11月10日に開設された。その後1990年秋には糸魚川線、2000年春には妙高高原町（現妙高市）を発着する妙高高原線の運行も開始した。上越線は運行開始当初、高田地区と直江津地区それぞれから発着していたが、直江津発着の系統は1990年代半ばから高田発着として直江津を経由する運行方式に切り替えられ、さらに2005年からは両系統を統合し、直江津発着として高田を経由する現在の運行体制となった。
鉄道利用の場合、上越 - 新潟間にはJRの特急列車や快速列車が運行されているほか、長岡駅で新幹線に乗り換える方法や、北越急行ほくほく線を利用して越後湯沢駅で乗り換える方法などがあるが、両路線は長岡 - 新潟線をはじめとする県内高速バス各路線同様、双方の市内中心部の主要施設や繁華街に直接アクセスできる利点があり、現在に至るまで県内の都市間輸送で重要な役割を果たしている。
しかし上越線以外の路線に関しては慢性的な採算割れに陥っており、妙高高原線は運行開始翌年の2001年冬に廃止された。また糸魚川線についても2010年春に共同運行を行っていた新潟交通が運行業務から離脱し、頸城自動車による単独運行となった。さらに2011年春には頸城自動車も、同年6月30日限りで運行を休止する意向を示したことから路線の存続が危ぶまれたが、市民生活への影響を懸念した糸魚川市が財政支援を行うこととなり、支援策の段階的延長を経て運行を継続している。
2015年3月14日の北陸新幹線・長野駅 - 金沢駅間延伸開業に際し、上越市では利便性の確保などを目的として、上越線の上越妙高駅への乗り入れを官民から成る分科会で一時検討したものの、採算性などの問題から延伸開業時点での乗り入れ開始は見送られ、上越線そのものも同日のダイヤ改正で運行本数が3往復減便された。また糸魚川市では、糸魚川駅から北陸本線と信越本線を経由して新潟駅、および北越急行ほくほく線を経由して越後湯沢駅へ至る特急列車が全廃され、糸魚川 - 新潟間には快速列車が毎日1往復運行されるのみとなっていたが、2017年3月4日のダイヤ改正で当該列車が廃止されて上越妙高駅または直江津駅で全て乗り換えとなり、糸魚川市から新潟市へ乗換えなしで直通する公共交通機関は本路線のみとなった。そのため、新潟市や長岡市と直通する公共交通の存続が大きな課題となっている。

## 沿革
- 1983年11月10日 - 高田 - 新潟線（1日9往復） ・直江津 - 新潟線（同3往復）の運行を開始。当初は同一系統ではなく、それぞれ別系統として運行されていた[4]。
- 1990年10月22日 - 頸城自動車と新潟交通が共同で糸魚川線（1日3往復）の運行を開始[5]。
- 1997年頃 - 直江津 - 新潟線を「直江津経由高田発着」に経路変更（高田 - 新潟線の12往復は従来通り）。これにより高田地区とは一日15往復運行されることになった。
- 2000年4月1日 - 頸城自動車と新潟交通が共同で妙高高原 - 新潟線（1日2往復）の運行を開始。
- 2001年12月1日 - 妙高高原線を廃止。
- 2005年10月1日 - 高田 - 新潟線と直江津 - 新潟線を統合し、運行経路を「高田経由直江津発着」に変更。直江津発着9往復・高田発着6往復となる[6]。
- 2007年7月 - 新潟県中越沖地震の影響で北陸自動車道が通行止めのため、一時期一般道を迂回運行。
- 2010年3月31日 - 糸魚川線より新潟交通が撤退し、翌日より頸城自動車による単独運行に変更[注 1]。
- 2011年10月15日 - 新潟県が新潟空港と県内各地のアクセス効率向上を図るため、上越線を使用した社会実験を開始、新潟駅前 - 新潟空港間で2往復を延伸。
- 2013年4月1日 - ダイヤ改正。高田発の時刻が概ね1時間ヘッドとなる。また社会実験終了につき、上越線の新潟空港乗り入れを終了。
- 2015年3月14日 - ダイヤ改正。上越線を高田発着・直江津発着各6往復の計12往復に減便。糸魚川線は引き続き2往復とし、上方停留所に新規停車。
- 2018年12月1日 - りゅーと・交通系ICカードの利用開始。利用者には運賃が15％割引される特典があった[7]。
- 2019年9月30日 - 高速バスカードの販売終了[8][注 2]。
- 2020年12月1日 - 新型コロナウイルスによる需要減少により1往復運休。11往復となった[9]。
- 2021年4月1日 - ダイヤ改正。2020年12月1日に運休した便をそのまま減便した[10]。
- 2021年12月1日 - ダイヤ改正。1往復減便により計10往復に[11]。さらに、りゅーと・交通系ICカードの利用特典が５％割引に減額された。
- 2022年4月1日 - 「ときライナー」が発足。

## 運行会社
- 頸城自動車（バス営業所）上越線の直江津発着の5往復と、糸魚川線全便を担当。午前は新潟行きの運用が多く、午後は直江津行きの運用が多い。
- 越後交通（本社営業所）上越線の直江津発着の1往復と、高田発着の2往復を担当。本社営業所が担当している為、長岡線の間合い運用となっている。
- 新潟交通（新潟東部営業所）高田発着の2往復を担当。　午前と午後の1往復ずつ担当している。

## 運行本数
「県内高速バス（新潟交通）」によると、2021年12月改正時点の運行回数は以下の通りである。
- 上越線：10往復
  - 高田経由直江津発着6往復、高田発着：4往復
- 糸魚川線：2往復

## 停車停留所
2022年4月現在
▼…糸魚川・直江津・高田発は乗車のみ、新潟発は降車のみの扱い
▲…新潟発は乗車のみ、糸魚川・直江津・高田発は降車のみの扱い
◆…両方面とも乗降可能、全便停車
｜…通過
∥…他経路経由
※…直江津市街地：直江津発は直江津ショッピングセンター前始発・直江津駅前経由（乗車のみ）、新潟発は直江津ショッピングセンター前先着・直江津駅前終点（降車のみ）
☆…柏崎バスストップ・西山バスストップ：上越線は両方面とも乗降可能。但し両方面とも一部便は通過。糸魚川線は全便通過
◇…鳥原バスストップ：両方面とも乗降可能。但し糸魚川・直江津・高田発＝全便停車、新潟発＝夕刻の直江津行3便は通過
| 停車停留所名                     | 糸魚川発着 | 直江津発着 | 高田発着 | 備考                                                                       |
| -------------------------------- | ---------- | ---------- | -------- | -------------------------------------------------------------------------- |
| 糸魚川駅前                       | ▼          |            |          |                                                                            |
| 横町一丁目                       | ▼          |            |          |                                                                            |
| 糸魚川白嶺高校                   | ▼          |            |          |                                                                            |
| 糸魚川インター前                 | ▼          |            |          |                                                                            |
| 早川バスストップ                 | ◆          |            |          |                                                                            |
| 能生バスストップ                 | ◆          |            |          |                                                                            |
| 名立谷浜バスストップ             | ◆          |            |          |                                                                            |
| 木田バスストップ（上越市役所南） | ◆          |            |          |                                                                            |
| 直江津ショッピングセンター前     | ∥          | ※          |          | 直江津ショッピングセンター エルマール前                                    |
| 直江津駅前                       | ∥          | ※          |          | ロータリーではなくホテルハイマート付近から発着する                         |
| マルケーバスセンター             | ∥          | ▼          |          |                                                                            |
| 上越市役所入口                   | ∥          | ▼          |          |                                                                            |
| 市民プラザ前                     | ∥          | ▼          |          |                                                                            |
| 高田駅前                         | ∥          | ▼          | ▼        | 直江津・高田発は駅前バス案内所前発、新潟発は駅前ロータリー内降車場着       |
| 北城町三丁目                     | ∥          | ▼          | ▼        |                                                                            |
| 高土町                           | ∥          | ▼          | ▼        |                                                                            |
| 寺村                             | ∥          | ▼          | ▼        |                                                                            |
| 上越インター富岡バスストップ     | ∥          | ▼          | ▼        |                                                                            |
| 頸城バスストップ                 | ◆          | ◆          | ◆        |                                                                            |
| 潟町バスストップ                 | ◆          | ◆          | ◆        |                                                                            |
| 柿崎バスストップ                 | ◆          | ◆          | ◆        | IC敷地内、料金所外に所在                                                   |
| 上方バスストップ                 | ◆          | ◆          | ◆        |                                                                            |
| 柏崎バスストップ                 | ｜         | ☆          | ☆        | IC敷地内、料金所外に所在。柏崎インター口バス停は経由しない                 |
| 曽地バスストップ                 | ｜         | ◆          | ◆        |                                                                            |
| 西山バスストップ                 | ｜         | ☆          | ☆        | IC敷地内、料金所外に所在                                                   |
| 大積バスストップ                 | ｜         | ◆          | ◆        |                                                                            |
| 長岡北バスストップ               | ｜         | ◆          | ◆        |                                                                            |
| 栄バスストップ                   | ｜         | ◆          | ◆        |                                                                            |
| 三条・燕バスストップ             | ◆          | ◆          | ◆        |                                                                            |
| 巻・潟東バスストップ             | ◆          | ◆          | ◆        |                                                                            |
| 鳥原バスストップ                 | ◆          | ◇          | ◆        |                                                                            |
| 中央インター前                   | ▲          | ▲          | ▲        |                                                                            |
| 女池インター前                   | ▲          | ▲          | ▲        |                                                                            |
| 県庁東（県庁）                   | ▲          | ▲          | ▲        | 新潟発は県庁バスバース発、糸魚川・直江津・高田発は県庁東（千歳大橋東詰）着 |
| がんセンター前                   | ▲          | ▲          | ▲        |                                                                            |
| 市役所前                         | ▲          | ▲          | ▲        |                                                                            |
| 古町                             | ▲          | ▲          | ▲        |                                                                            |
| 万代シテイ                       | ▲          | ▲          | ▲        | 新潟発は萬代橋東詰発、糸魚川・直江津・高田発は秋田銀行新潟支店前着         |
| 新潟駅前                         | ▲          | ▲          | ▲        | 新潟発は東大通ビル前発、糸魚川・直江津・高田発は帝石ビル前着               |

## 運行経路
新潟市内の詳細な運行経路は長岡線を参照。
- 上越線
  - （直江津ショッピングセンター前） - 新潟県道123号線 - 上越市道 - 新潟県道123号線 （上越大通り）- 新潟県道579号線（上越大通り）-　 新潟県道38号線 - （高田駅前・高田駅前案内所） - 新潟県道38号線[注 3] - 新潟県道579号（上越大通り）[注 3] - 新潟県道13号線 - 国道18号線（上新バイパス） - 北陸自動車道 - 新潟市内
- 糸魚川線
  - （糸魚川駅前）- 糸魚川市道 - 新潟県道222号線 - 国道148号 - 北陸自動車道 - 新潟市内

## 使用車両
各社とも原則としてハイデッカー4列シート補助席付き・化粧室なし車両で運行。

## 備考
- 運賃精算には、全便でりゅーと・Suica等の交通系ICカードが利用可能。
- 越後交通は糸魚川線の運行業務に携わっていない。そのため糸魚川線は開設以来、同社が管理している高速バス停（栄BS - 上方BS間）を全て通過していたが、2015年3月14日のダイヤ改正から2往復とも上方に停車している。
- 当初、糸魚川線には「翡翠号」という愛称が付与され、化粧室付きの専用車両を使用していたが、後に化粧室の供用が中止され、その後の車両代替で化粧室のない車両に変更された。